# Adelaide Tosi
Adelaide Tosi (Milán, 20 de mayo de 1800 - Nápoles, 15 de marzo de 1859) fue una soprano italiana.
Nacida en Milán, Tosi estudió canto con Girolamo Crescentini. Hizo su debut profesional en su ciudad natal el 26 de diciembre de 1820, cantando "Ippolito" en la ópera "Fedra", de Simon Mayr. El 12 de marzo de 1822 representó a Azema en el estreno de L'esule di Granata de Giacomo Meyerbeer, en La Scala. Su debut in Nápoles fue el 29 de septiembre de 1824 en el Teatro de San Carlos en el estreno de Alessandro nelle Indie de Giovanni Pacini. El 7 de abril de 1828, representó a Bianca en la obra de Vincenzo Bellini, Bianca e Fernando en la gran inauguración del Teatro Carlo Felice de Génova. Retornó a ese teatro de ópera luego esa temporada para cantar Pamira en Le Siège de Corinthe de Gioachino Rossini. Pasó a retratar papeles en tres estrenos mundiales de óperas por Gaetano Donizetti en Nápoles: Argelia en L'esule di Roma (1828), Neala en Il paria (1829), y Elisabetta en Il castello di Kenilworth (1829). Tosi estaba casada con el conde Ferdinando Lucchesi Palli, con quien tuvo dos hijos: Clotilde y Febo Edoardo. Falleció en Nápoles en 1859.